# فهد عتال
فهد عتال (زاده ۱ ژانویهٔ ۱۹۸۵) یک بازیکن فوتبال اهل فلسطین است.
وی همچنین در تیم ملی فوتبال فلسطین بازی کرده است.